# Matthias Klimsa
Matthias Klimsa (Osnabrück, 13 febbraio 1971) è un attore tedesco.

## Biografia
Nato a Osnabrück, in Bassa Sassonia, in tenera età si trasferisce ad Amburgo. Successivamente, si sposta ancora, stavolta a Singapore, dove rimane per tre anni (1988-91).
Al suo ritorno in Europa, frequenta a Londra un corso di teatro alla Guildford School of Acting di tre anni (1992-95). Ma durante il corso comincia a dilettarsi nel teatro vero e proprio, tanto che continua anche dopo il corso, quando si trasferisce a Brema.
Entrato nel mondo della televisione, raggiunge il successo con il telefilm Lolle (il titolo originale in tedesco Berlin, Berlin), che lo vede presente in tutte e quattro le stagioni, tra il 2002 ed il 2005.

## Filmografia

### Cinema
- Feudelfeuer, regia di Daniel Petersen - cortometraggio (2001)
- Solo para ti, regia di Aleksandar Jovanovic - cortometraggio (2001)
- Die rote Jacke, regia di Florian Baxmeyer - cortometraggio (2002)
- Cowgirl, regia di Mark Schlichter (2004)
- Futschicato, regia di Olav F. Wehling (2006)
- Sackratten, regia di Aleksandar Jovanovic - cortometraggio (2006)
- Up! Up! To the Sky, regia di Hardi Sturm (2008)
- 12 Meter ohne Kopf, regia di Sven Taddicken (2009)
- Das Leben ist keine Autobahn, regia di Dennis Albrecht (2011)
- Berlin, Berlin, regia di Franziska Meyer Price (2020)

### Televisione
- Lexx - serie TV, episodio 2x11 (1999)
- SK-Babies - serie TV, episodio 5x05 (1999)
- Geisterjäger John Sinclair - serie TV, episodio 1x06 (2000)
- Brennendes Schweigen, regia di Friedemann Fromm - film TV (2000)
- Die Wache - serie TV, episodio 7x24 (2001)
- Die Rettungsflieger - serie TV, episodio 9x02 (2005)
- Lolle (Berlin, Berlin) - serie TV, 73 episodi (2002-2005)
- Der Dicke - serie TV, episodio 1x07 (2005)
- Faber l'investigatore (Der Fahnder) - serie TV, episodio 12x05 (2005)
- Nachtasyl, regia di Hardi Sturm - film TV (2005)
- Heiratsschwindlerin mit Liebeskummer, regia di Mark Schlichter - film TV (2006)
- Il matrimonio del mio ex fidanzato (Heute heiratet mein Ex), regia di Edzard Onneken - film TV (2006)
- Küss mich, Genosse!, regia di Franziska Meyer Price - film TV (2007)
- Allein unter Bauern - serie TV, 10 episodi (2007)
- Vater auf der Flucht, regia di Franziska Meyer Price - film TV (2007)
- Tatort - serie TV, episodi 1x384-1x673 (1998-2007)

- Du gehörst mir, regia di Tobias Ineichen - film TV (2007)
- Die Todesautomatik, regia di Niki Stein - film TV (2007)
- Squadra speciale Lipsia (SOKO Leipzig) - serie TV, episodio 8x03 (2007)
- Bis dass der Tod uns scheidet, regia di Edzard Onneken - film TV (2008)
- 14º Distretto (Großstadtrevier) - serie TV, episodi 11x10-22x16 (2001-2008)
- 5 stelle (Fünf Sterne) - serie TV, episodio 2x07 (2008)
- Die Stein - serie TV, episodio 1x10 (2008)
- Unser Mann im Süden - serie TV, episodio 1x04 (2008)
- In aller Freundschaft - serie TV, episodio 11x13 (2008)
- Wenn wir uns begegnen, regia di Sigi Rothemund - film TV (2008)
- Sterne über dem Eis, regia di Sigi Rothemund - film TV (2009)
- Küstenwache - serie TV, episodio 13x08 (2009)
- Stralsund - serie TV, episodio 1x02 (2010)
- Squadra Speciale Colonia (SOKO Köln) - serie TV, episodio 7x09 (2010)
- Last Cop - L'ultimo sbirro (Der letzte Bulle) - serie TV, episodio 2x10 (2011)
- Überleben an der Wickelfront, regia di Titus Selge - film TV (2012)
- Grani di pepe (Die Pfefferkörner) - serie TV, 24 episodi (2004-2012)
- Plötzlich Papa - Einspruch abgelehnt! - serie TV, 11 episodi (2008-2012)
- Heiter bis tödlich - Hauptstadtrevier - serie TV, 32 episodi (2012-2014)
- Der Lehrer - serie TV, 9 episodi (2013-2015)
- Sibel & Max - serie TV, episodio 2x02 (2016)
- Bettys Diagnose - serie TV, episodio 2x12 (2016)
- Immer Ärger mit Opa Charly, regia di Marcus Ulbricht - film TV (2016)